# Bahrain i olympiska sommarspelen 1992
Bahrain deltog i de olympiska sommarspelen 1992 med en trupp bestående av 10 deltagare, men ingen av landets deltagare erövrade någon medalj.

## Friidrott
Herrarnas 100 meter
- Khalid Juma Juma
  - Heat — 10,80 (→ gick inte vidare)

Herrarnas 5 000 meter
- Abdullah Al-Dosari
  - Heat — 14:23,07 (→ gick inte vidare)

Herrarnas 10 000 meter
- Abdullah Al-Doseri
  - Heat — fullföljde inte (→ ingen placering)

Herrarnas maraton
- Ali Saad Mubarak — 2:39,19 (→ 79:e plats)

Herrarnas 110 meter häck
- Khalid Abdulla Abdan
  - Heat — 15,41 (→ gick inte vidare)

Herrarnas spjutkastning
- Ahmed Nesaif
  - Kval — 55,24 m  (→ gick inte vidare)

Herrarnas släggkastning
- Rashid Alameeri
  - Kval — 56,08 m (→ gick inte vidare)